# The Beanie Bubble
The Beanie Bubble är en amerikansk drama- och komedifilm från 2023 som hade premiär den 28 juli 2023 på Apple TV+. Filmen är regisserad av Kristin Gore och Damian Kulash. Gore har skrivit manus tillsammans med Zac Bissonnette. Filmen är baserad på utvecklingen av leksakssuccén Beanie Babies under 1990-talet.

## Handling
Filmen kretsar kring Ty Warner (Zach Galifianakis) som var en misslyckad leksaksförsäljare tills han påbörjade sitt samarbete med tre kvinnor (Robbie, Sheila och Maya) med vilka han utvecklade Beanie Babies. Filmen är baserad på Zac Bissonnette bok The Great Beanie Baby Bubble: Mass Delusion and the Dark Side of Cute.

## Rollista (i urval)
- Zach Galifianakis - Ty Warner
- Elizabeth Banks - Robbie
- Sarah Snook - Sheila Warner
- Geraldine Viswanathan - Maya
- Kurt Yaeger
- Tracey Bonner
- Carl Clemons-Hopkins